# Ted Raimi
Theodore Raimi, dit Ted Raimi, frère de Sam Raimi et Ivan Raimi, est un acteur et scénariste américain, né le 14 décembre 1965 à Détroit (Michigan).

## Biographie
Dernier né de la famille Raimi, Ted n’est pas pour autant exclu des jeux de ses deux frères aînés. Il a pour baby-sitter un certain Bruce Campbell, camarade de classe de Sam et Ivan, et accessoirement future icône du film de série B. Leur mère étant gérante d’une entreprise d’ameublement, Ted envisage un temps de reprendre l’affaire familiale. Mais il décide finalement de suivre ses frères dans leurs aventures en Super 8, en apparaissant dans la première version d' Evil Dead, le court-métrage Within the woods. Le succès de ce dernier permettra au quatuor formé par Sam, Ivan, Ted et Bruce de trouver le financement pour réaliser la version long-métrage.
Ted Raimi a fréquenté trois universités américaines, à savoir celles de l’État de Michigan, New York, et enfin Détroit. Il enchaîne des dizaines de petits rôles tout au long de ses études, en particulier à la télévision, parmi lesquels le second rôle de Joxer dans les séries Xena, la guerrière et Hercule, continuant en parallèle à apparaitre dans les réalisations de Sam.

## Filmographie
- 1981 : Torro Torro Torro ! (court-métrage)
- 1981 : Evil Dead : fake Shemp (en)
- 1985 : Mort sur le grill : Serveur
- 1985 : Stryker’s War : l’homme aux chaines
- 1987 : Evil Dead 2 : Henrietta possédé
- 1987 : Blood Rage : le vendeur de préservatifs
- 1989 : Intruder : Produce Joe
- 1989 : Easy Wheels : Charlie
- 1989 : Shocker : Pac Man
- 1990 : Darkman : Rick
- 1991 : Lunatics : A Love Story : Hank Stone
- 1991 : Mystères à Twin Peaks, saison 2 : Rusty Tomaski
- 1992 : The Fountain Clowns : Hayden
- 1992 : Un suspect trop séduisant : le détective Arnold
- 1992 : Eddie Presley : Scooter
- 1992 : Jeux de guerre : technicien de la CIA
- 1992 : Candyman - Le spectre maléfique : Billy
- 1992 : Evil Dead 3 : guerrier lâche / deuxième villageois solidaire / vendeur du S-Mart
- 1992 : Inside Out IV (vidéo) : Richard (segment Motivation)
- 1993 : Bikini Squad : spectateur effrayé
- 1993 : Maniac Cop 3 : Reporter
- 1993 : Quand l’esprit vient aux femmes : assistant de Cynthia
- 1993 : Chasse à l'homme : homme dans la rue
- 1994 : SeaQuest, police des mers : le lieutenant Timothy O’Neill
- 1994 : In This Corner : journaliste
- 1994 : Floundering : le vendeur de Sale
- 1994 : Danger immédiat : analyste satellite
- 1995 : Stuart sauve sa famille : Hal
- 1995 : Skinner : Dennis Skinner
- 1996 : The Shot : le detective Corelli
- 1996 : Apollo 11 (TV) : Steve Bales
- 1996 : Xena la guerrière (TV) : Joxer, meilleur ami de Xena et Gabrielle (saisons 2 à 6)
- 1997 : Wishmaster : Ed Finney
- 1998 : Un couple d’enfer : Gabriel / Mixeur ADR (en)
- 1998 : Hercule et Xena : La Bataille du mont Olympe (vidéo) : Crius (voix)
- 1999 : Iggy Vile M.D. (TV)
- 1999 : Freak Talks About Sex : le mari de Jackie
- 1999 : Pour l'amour du jeu : le réceptionniste de la galerie d’art
- 2000 : Growing Season : Danny
- 2001 : The Attic Expeditions : le docteur Coffee
- 2001 : Primetime Glick (série télévisée) : (rôles divers, épisodes indéterminés, 2001)
- 2002 : Spider-Man : Hoffman
- 2004 : Spider-Man 2 : Hoffman
- 2004 : Tales from the Crapper (vidéo) : voisin
- 2004 : The Grudge de Takashi Shimizu : Alex
- 2004 : Illusion : Ian
- 2005 : Nice Guys : l’agent spécial Brown
- 2005 : Man with the Screaming Brain : Pavel
- 2005 : Xena: The 10th Anniversary Collection (vidéo) : Joxer
- 2005 : Freezerburn : l’agent spécial Johnson
- 2006 : Bloodmask : August
- 2006 : Diamonds and Guns : le propriétaire
- 2006 : Kalamazoo ? : Angel
- 2006 : Pledge of Allegiance : Phelps
- 2007 : À cœur ouvert (Reign over me) : Peter Savarino
- 2007 : Spider-Man 3 : Hoffman
- 2007 : My Name Is Bruce : Mills Toddner / Wing / le peintre
- 2008 : Legend of the Seeker : L'Épée de vérité (série télévisée de fantasy) : Sebastian
- 2008 : Supernatural : Wesley Mondale (saison 4, épisode 8)
- 2008 : The Midnight Meat Train : Randle Cooper
- 2009 : Jusqu'en enfer : le docteur
- 2013 : Le Monde fantastique d'Oz (Oz: The Great and Powerful) : sceptique/bricoleur
- 2016 : Ash vs. Evil Dead (TV, saison 2) : Chet Kaminski

## Jeu vidéo
- 2022 : The Quarry : Travis Hackett